# Вольский, Николай
Николай Вольский (пол. Mikołaj Wolski; 1553, Подгайцы (ныне районный центр Тернопольской области Украины) — 9 марта 1630, Краков) — государственный деятель Речи Посполитой. Во время правления короля Сигизмунда III исполнял обязанности маршалка надворного коронного (1600—1616), затем маршалка великого коронного (1616—1630), казначей равский, мечник коронный, староста кшепицкий и ольштынский

## Биография
Представитель шляхетского рода герба «Пулкозиц». Его отец, Станислав Вольский, служил каштеляном сандомирским и маршалком дворным варшавским.
Воспитывался при дворе экс-герцога Австрии Максимилиана.
Затем, в течение 16 лет находился при дворе императора Священной Римской империи Рудольфа II. Много путешествовал по Европе, после чего вернулся на родину.
По поручению короля выполнял различные дипломатические поручения, служил посланником при нескольких европейских дворах. Благодаря глубокому знанию законов и заслуг, осуществленных им с большим достоинством, был назначен в 1600 — маршалком надворным коронным, а затем с 1616 — маршалком великим коронным. На этом посту находился до свой смерти.
Пригласил и привёз в Польшу многих умельцев-ремесленников.
Будучи послом Сигизмунда III у папы римского Климента VIII, одним из первых поляков познакомился с католической монашеской автономной конгрегацией камальдолийцев и стал основателем первого в Речи Посполитой монастыря ордена камальдулов.
Был большим поклонником искусства и литературы, оставил после своей смерти в библиотеке Ягеллонского университета большое собрание испанских книг.
По легенде Н. Вольский долгое время предавался оккультным увлечениям, занимался чёрной магией и алхимией, но в конце жизни пришел к заключению, что вёл безбожную неправедную жизнь. На его средства в Беланах (район Кракова) построен монастырь и костёл, у входа в который по его завещанию он был похоронен